# Cratere Hamaguir
Hamaguir  è un cratere sulla superficie di Marte.